# Paula Guilló
Paula Guilló  (6 de julio de 1989) es una reina de belleza española que fue coronada Miss España en 2010, convirtiéndose en la representante oficial para Miss Universo 2011, el 25 de septiembre, en una gala que tuvo lugar en la Plaza del Ayuntamiento de Toledo, España.

## Miss España
Nacida en Elche, Guilló recibió la corona de las manos de María José Ulla, Miss España 1964, rompiéndose así la tradición de tener que ser coronada por la anterior ganadora, en este caso Estíbaliz Pereira, Miss España 2009.

## Sucesión de Miss España
| Predecesora: Adriana Reverón | Miss España 2011 | Sucesora: Andrea Huisgen |